# ظهران
ظهران (به عربی: الظهران) شهری در استان شرقی عربستان سعودی است. جمعیت این شهر تا سال ۲۰۲۱ میلادی ۲۴۰٬۷۴۲ هزار نفر است. این شهر همراه با دو شهر دمام و خبر منطقه کلان‌شهری ظهران عربستان را با جمعیت ۴٬۱۴۰٬۰۰۰ تا سال ۲۰۱۲ تشکیل داده‌اند. دفتر مرکزی شرکت سعودی آرامکو برای بیش از هشتاد سال در شهر ظهران قرار داشته‌است. ساکنان ظهران مسلمان و از اهل سنت هستند.